# Franco Longo
Franco Longo (Padova, 21 giugno 1941 – Padova, 22 aprile 2001) è stato un politico italiano.

## Biografia
Dopo il diploma si iscrisse all'Università, prima a fisica e poi a scienze politiche, ma non concluse gli studi per dedicarsi pienamente alla politica, prima alla FGCI e poi come funzionario del Partito Comunista Italiano: fu segretario della federazione provinciale di Padova dal 1975 al 1983 e corrispondente de L'Unità. Venne eletto senatore nel 1987. Dopo la svolta della Bolognina aderì al Partito Democratico della Sinistra, con il quale alle successive elezioni politiche del 1992 divenne deputato; rimase in carica fino al 1994. In seguito confluì nei Democratici di Sinistra. Negli ultimi anni aderì anche all'Associazione per il Rinnovamento della Sinistra, presieduta da Aldo Tortorella.
Ebbe tre figli, Daniela, Erasmo ed Emiliano. Morì per un tumore all'età di 59 anni, il 22 aprile 2001.